# Mateusz Laskowski
Mateusz Laskowski (ur. 9 września 1998 w Bielsku-Białej) – polski siatkarz, grający na pozycji przyjmującego.

## Sukcesy klubowe
Młoda Liga:
- 2015, 2017
- 2016

Mistrzostwo I Ligi:
- 2019[3]